# Moon Boots
Пітер Догерті (англ. Peter Dougherty, народився 27 червня 1984 року) — американський ді-джей і музичний продюсер з Брукліна, Нью-Йорк виступає під псевдонімом Moon Boots.

## Молодість та освіта
Догерті народився в Проспект-Хайтс, Брукліні, виріс у передмісті Коннектикуту. З дитинства почав грати на піаніно. У середній школі експериментував з клавішними та синтезаторами. Учитель джазового фортепіано позичив йому Yamaha DX7, коли він був першокурсником. Потім він розказував, що це "збило його з розуму".
Навчався в Прінстонському університеті, де планував вивчати електротехніку. Змінив спеціальність після того, як зрозумів, що його інтерес до інженерії обмежений. Досліджував декілька спеціальностей, зокрема історію мистецтва, економіку та релігію, перш ніж вирішив вивчати музику. У Прінстоні більша частина музичної програми була академічною. Він зосереджувався на класичній композиції, музикознавстві та історії музики, хоча також включав джаз та світову музику.

## Карєра
Після закінчення навчання переїхав до Чикаго, щоб продовжити музичну кар'єру. Щоб його музику почули, Догерті розповсюджував демо-записи місцевим ді-джеям, а також викладав свою музику в Інтернеті, щоб ділитися та розвивати своє звучання. Під час перебування в Чикаго Догерті приєднався до колег-музикантів Саама Хагшенаса та Джонатана Маркса та став клавішником інді-гурту Hey Champ. На групу звернув увагу американський репер і продюсер Лупе Фіаско, який у 2008 році підписав з групою свій 1-й і 15-й звукозаписний лейбл. Пізніше Догерті залишив гурт і знову повернувся до ді-джеїнгу. У 2011 році Догерті познайомився з Персеєм (Леон Озіел), засновником звукозаписного лейбла / ді-джейського колективу French Express. Пізніше того ж року він приєднався до лейблу та випустив свій перший реліз «Off My Mind / Gopherit» для French Express. Після того, як повернувся до Брукліна, Догерті познайомили з лондонським лейблом Anjunadeep, з яким він пізніше підписав контракт.
Його дебютний альбом «First Landing» вийшов 4 серпня 2017 року на Anjunadeep. Альбом отримав схвальні відгуки і був широко програваний на KCRW у Лос-Анджелесі, де Догерті також виконав треки з альбому наживо на KCRW's Morning Becomes Eclectic, ведучим якого був Джейсон Бентлі. Крім того, альбом посів перше місце в чарті NACC Electronic Album у серпні та вересні 2017 року. «First Landing» також був обраний «Записом місяця» Tower Records Japan.
У 2018 році, після випуску «First Landing», Догерті почав виступати з живою групою. Живий гурт складається з Пітера Догерті (клавішні, синтезатор, бек-вокал/вокодер), Росса Кларка (гітара, бас-гітара, синтезатор), Дасті Кауфмана (ударні), Блека Гетсбі, Ніка Хенсона, Елі Флетчера та KONA (усі вокали). У цій новій конфігурації концерти Moon Boots з аншлагом відбулися в El Rey Theatre (Лос-Анджелес), The Independent (Сан-Франциско), Music Hall Of Williamsburg (Бруклін), а також виступали в Red Rocks Amphitheatre (Моррісон, Колорадо) і Mamby на пляжі (Чикаго).

## Дискографія

### Студійні альбоми
- First Landing (2017)
- First Landing Remixed (2018)
- Bimini Road (2019)
- Bimini Road Remixed (2020)
- Ride Away (2023)